# Gustavsbergs Konsumtionsförening U.P.A.
Gustavsbergs Konsumtionsförening U.P.A. var en kooperativ förening i Gustavsberg inom Gustavsbergs kommun som existerade mellan 1919 och 2002.

## Historia
Gustavsbergs konsumtionsförening var en kooperativ förening i Gustavsbergs landskommun som spelade en central roll som del av det kooperativa samhälle som i Gustavsbergs från 1938 och 40 år framåt. Föreningen uppstod efter överläggningar med Kooperativa Förbundet då det tidigare Gustafsbergs Fabriks Uppköpsförening AB ombildades till en konsumtionsförening. Vid en bolagsstämma den 18 oktober 1919 beslutades att verksamheten skulle upphöra vid årets slut. I dess ställe bildades Gustavsbergs Konsumtionsförening U.P.A. som anslöts till Kooperativa Förbundet.
Med 416 medlemmar öppnade föreningen verksamheten den 31 december 1919. Man övertog då de tidigare rörelsens försäljningsaffärer; huvudaffären var ofta kallad Ettan eller Manufakturaffären. Den 20 juni 1920 övertogs affären på Kullen 3 som hade gjort konkurs i privat regi. För att förbättra närservicen öppnades fler affärer. Den 1 september 1922 invigdes filial 4 i Fruvik och filial 5 öppnades i Norra Lagnö den 1 april 1927. 4 maj 1936 öppnades filial 6 i Grisslinge.

## Nya och större butiker

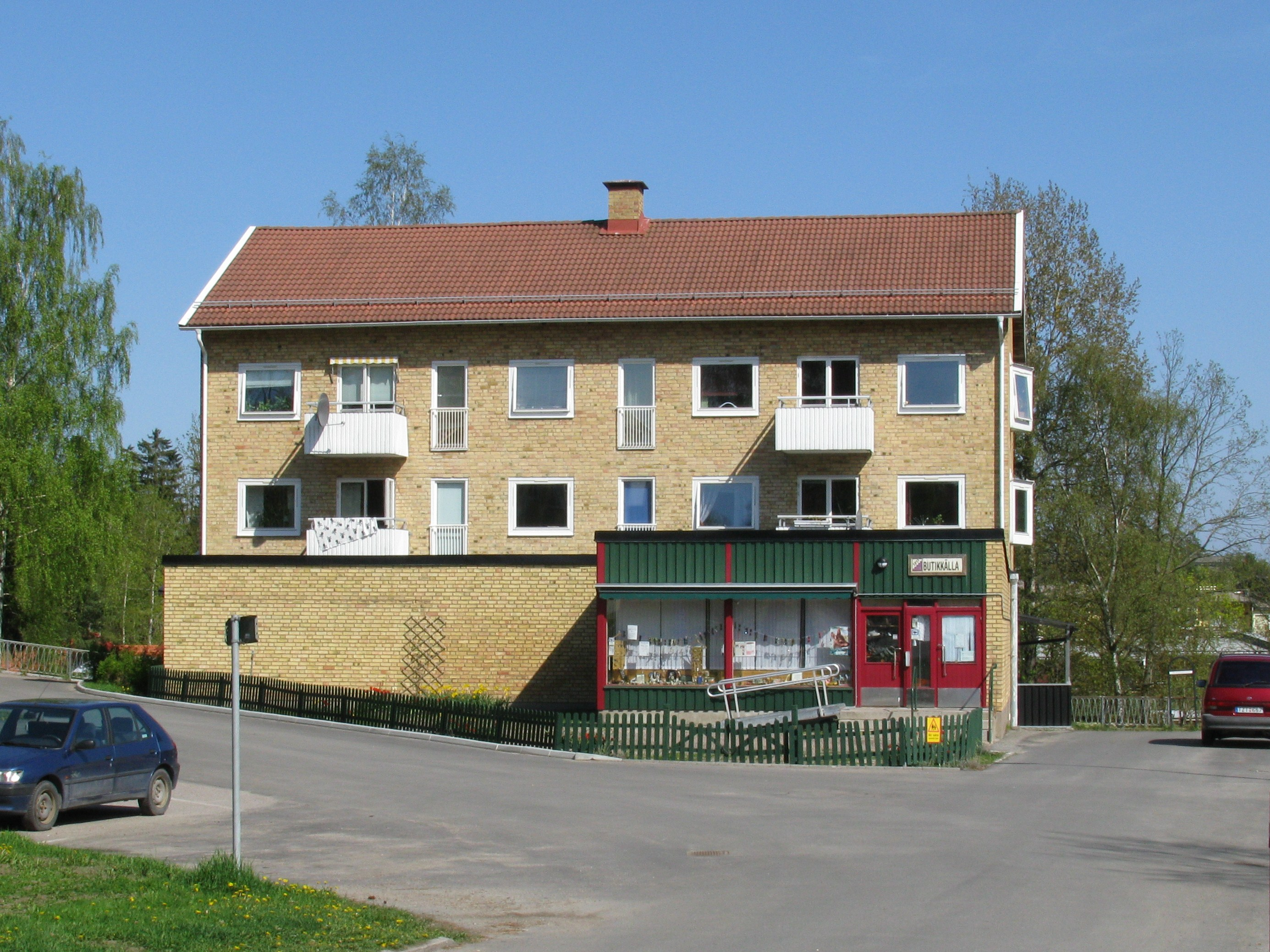
Nedlagda Konsumbutiken i Hästhagen, Gustavsberg

Under krigsåren började butikerna byggas om till att bli större, rymligare och samtidigt mer hygieniska. Det innebar att priser och omkostnader steg, vilket kunderna villigt accepterade eftersom servicen blev både snabbare och bättre.

### 1940-talet
- 17 augusti 1942 öppnades filial 7 på Villagatan 5 i Hästhagen för att ersatta verksamheten på Kullen 3.
- 1947 öppnas en mjölkbutik på Mariaplan 1 i Hästhagen alldeles intill affären på Villagatan 5.
- 27 augusti 1945 invigdes den nybyggda butiken på Grindstuplan i Höjdhagen.
- 26 augusti 1948 öppnades konsumbutiken i Hästhagsterrassen 1 i Hästhagen.

Föreningen drev även Gustavsbergs Värdshus från och med 4 juli 1943 till och med 15 mars 1947. Rörelsen gick dock med förlust.

### 1950-talet
1948 introducerade KF snabbköpskonceptet i Sverige vilket innebar att föreningens butiker under 50-talet börjar att omvandlas till snabbköp. Den 5 april 1951 invigdes en skobutik i den ombyggda mjölkbutiken på Mariaplan 1 och den 1 juni 1954 öppnades en pappersaffär i Fölungen. Man började den 3 december 1954 sälja möbler i den ombyggda och tillbyggd huvudaffären. Den 8 maj 1956 öppnades en ny butik i Lugnet

### 1960-talet
29 april 1964 invigdes Domusvaruhuset. (Antalet medlemmar var då 2 376.) 16 oktober 1965 lades affären i Norra Lagnö ned.
16 april 1974 beslutades att namnet skulle ändras till Gustavsbergs Konsumtionsförening E.K.

### 1980-talet till 2000-talet
10 maj 1984 invigdes Hemmestahallen för att ersätta den gamla butiken i Fruvik. I december 1992 invigdes Domus Möbler i nya lokaler i Farstaviken. De gamla lokalerna övertogs av Bygg och Trädgård som tidigare hade varit en sommarmässa under namnet Tältet. Samma år lades det nedslitna Konsum Grisslinge ner. 1998 byggdes Hemmestahallen ut samt OBS!. Bygg och Trädgård invigdes i hamnområdet där även Ljud och Bild anslöts. Domus ombildades nu till Robin Hood. Den gamla huvudbutiken Ettan såldes till kommunen och blev en fritidsgård.

## Uppgång i Konsumentföreningen Stockholm
År 2000 lades butikerna i Hästhagen och Lugnet ned på grund av lönsamhetsproblem. Samma år öppnades en möjlighet att förvärva en fastighet i Charlottendal som var lämplig för att etablera en stormarknad. Då kostnaderna för att bygga en sådan överskred föreningens soliditet beslutades vid ett extra möte den 12 juni 2001 att föreningen skulle fusionera sig med Konsumentföreningen Stockholm vilket blev klart samma år den 1 september och hela personalstyrkan kunde följa med. Den 20 februari 2002 lämnade Nacka tingsrätt sökanden tillstånd att verkställa ingående fusionsavtal med Konsumentföreningen Stockholm med omnejd ek. Skattemyndigheten avregistrerade föreningen den 28 mars 2002 och styrelsen höll sitt sista möte torsdagen 16 maj 2002 på Restaurang Gondolen.